# 127 (число)
127 (сто два́дцять сім ) — натуральне число між 126 і 128.

## У математиці
- 31-ше просте число;
- 7-ме число Мерсенна.

## У науці
- атомний номер унбісептію.

## У інших областях
- 127 рік, 127 до н. е.;
- 127 годин — художній фільм режисера Денні Бойла.;